# ورم غدي كيسي مصلي مبيضي
ورم غدي كيسي مصلي في المبيض هو الورم الأكثر شيوعاً في المبيض؛ إذ يمثل 20% من أورام المبيض، وهو ورم حميد.
يتم تشخيصه مجهريًا، أما عيانياً فيتكون من كيسة وحيدة المسكن تحوي سائلاً رائقاً مصفر اللون، تظهر تحت الميكروسكوب مغطاة بظهارة بسيطة عمودية أو سطحية الخلايا ذات أهداب.

## معرض صور

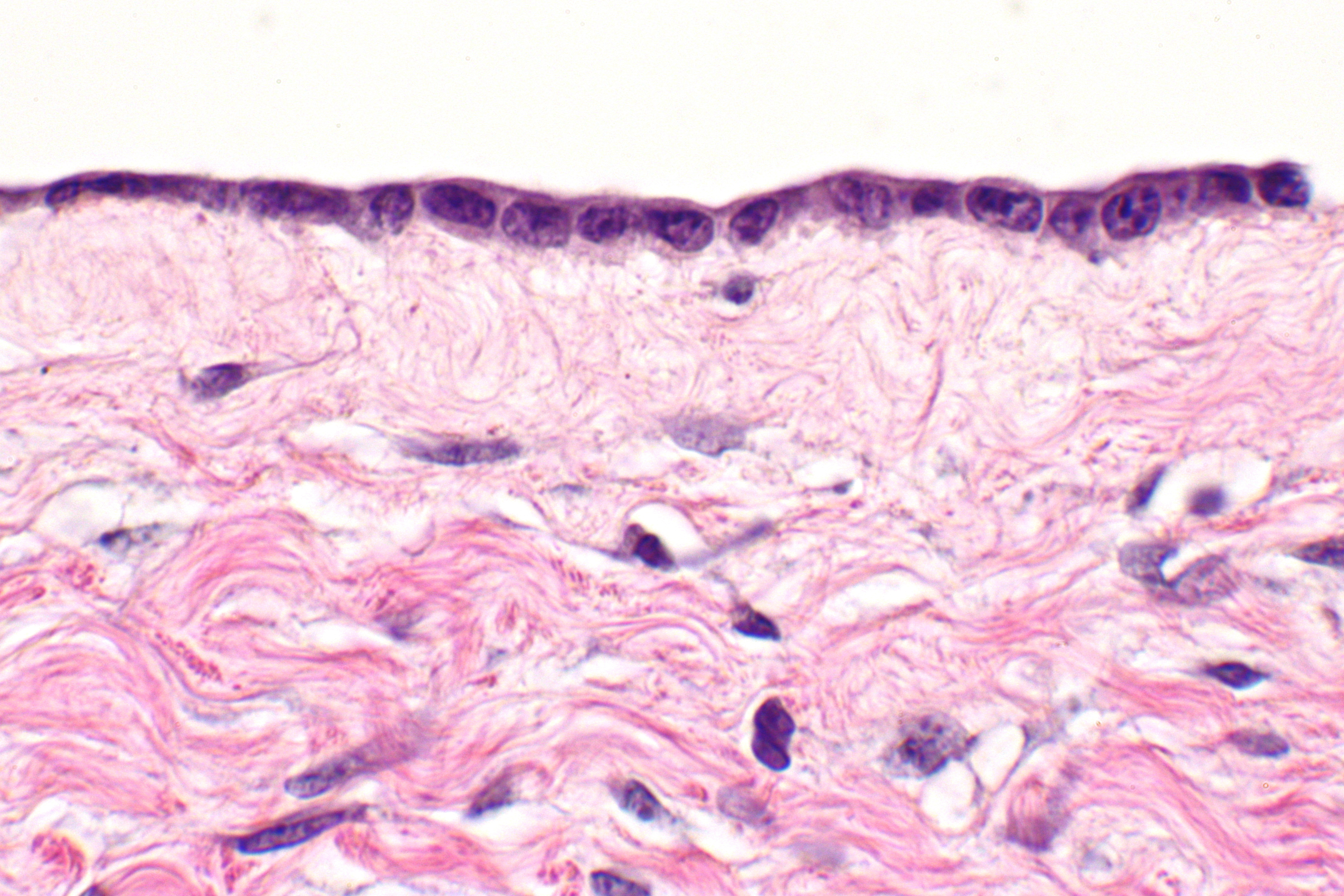
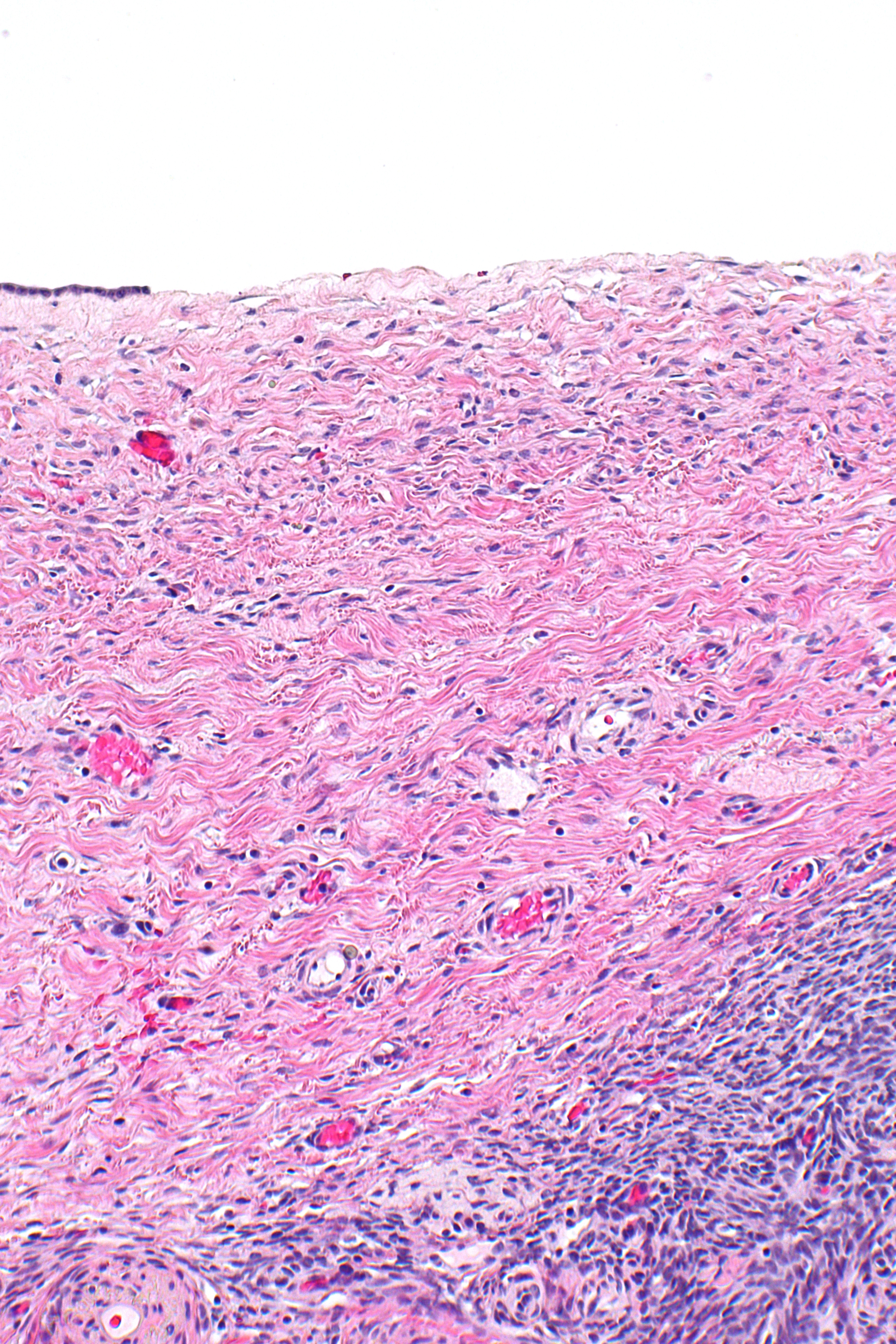
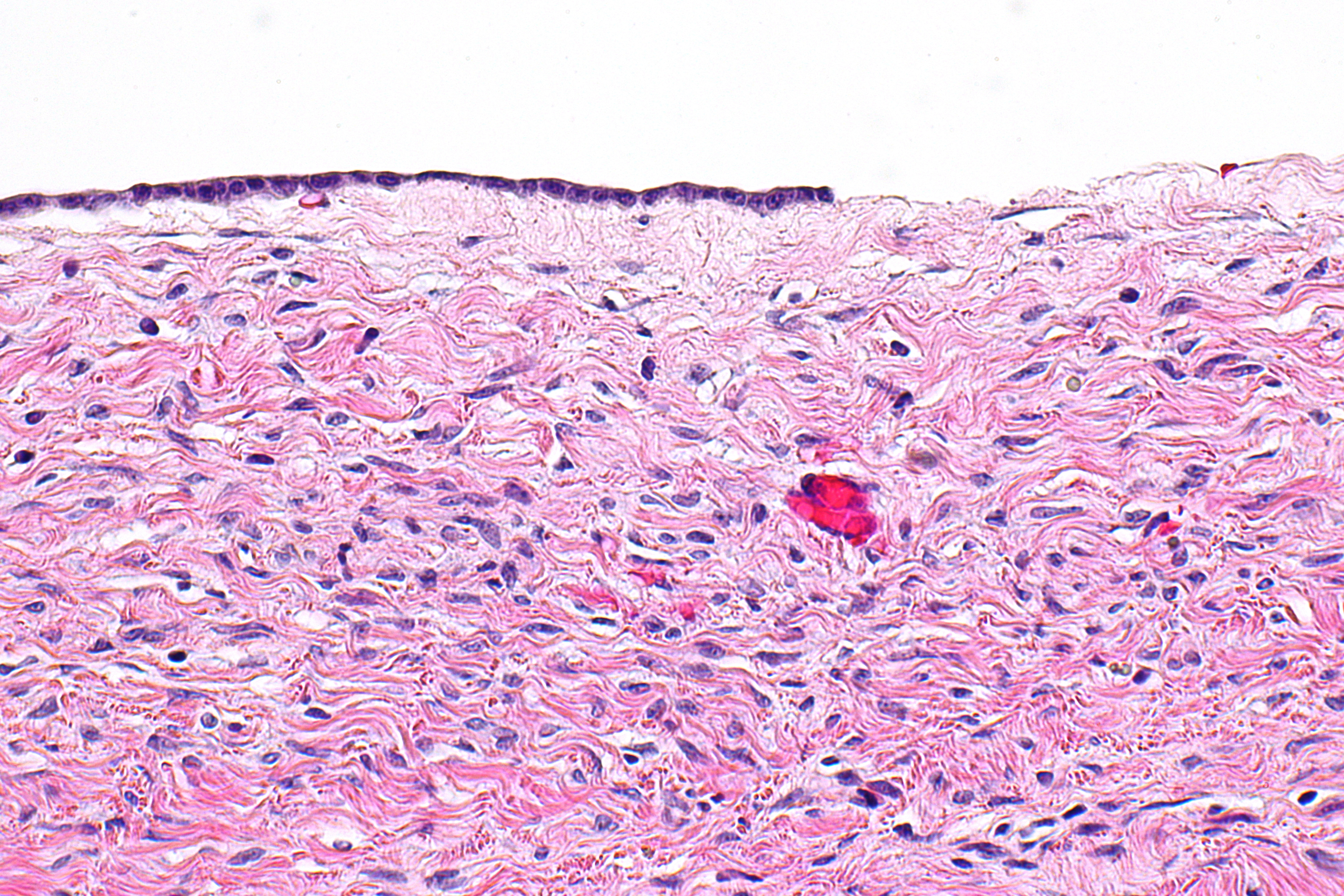
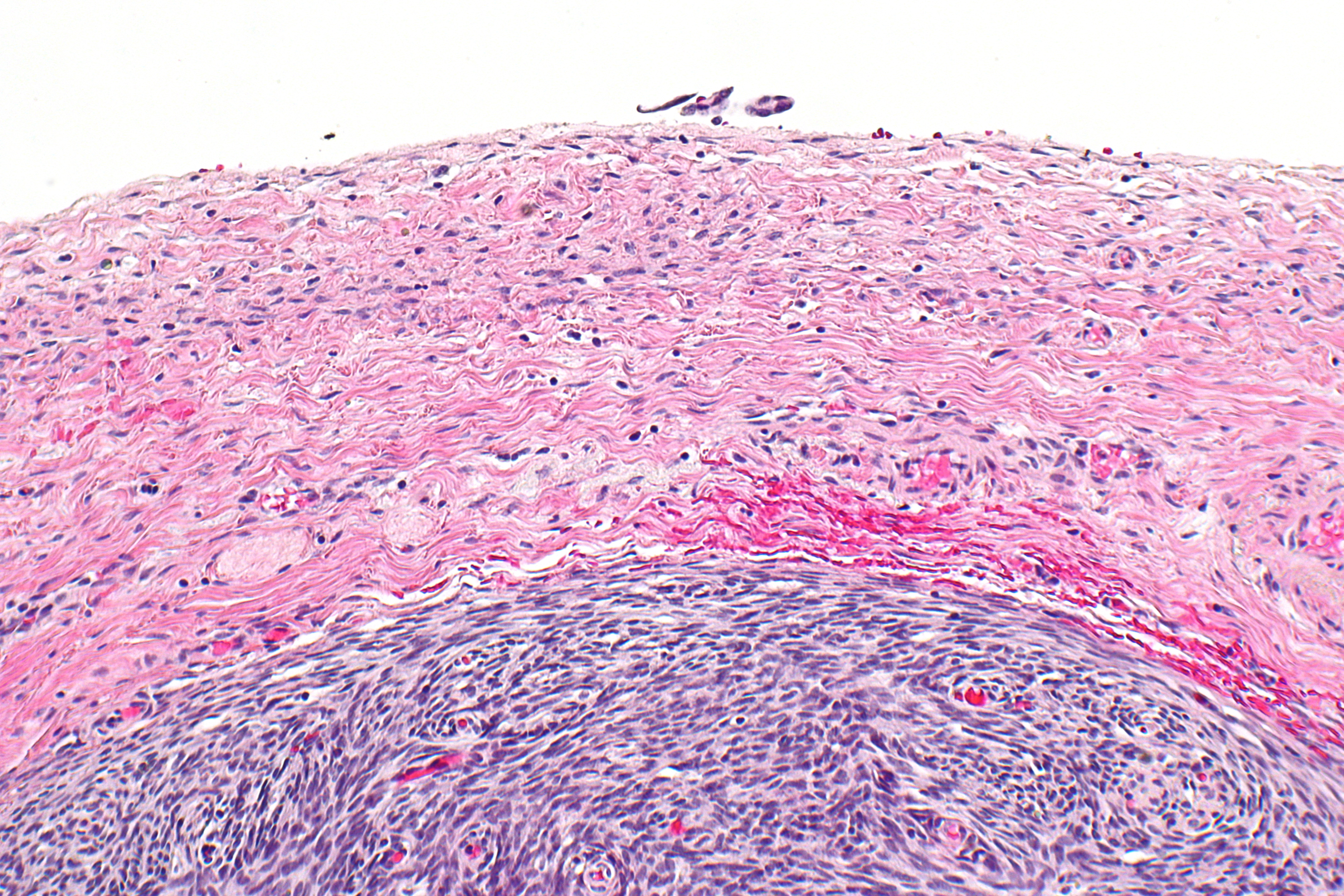
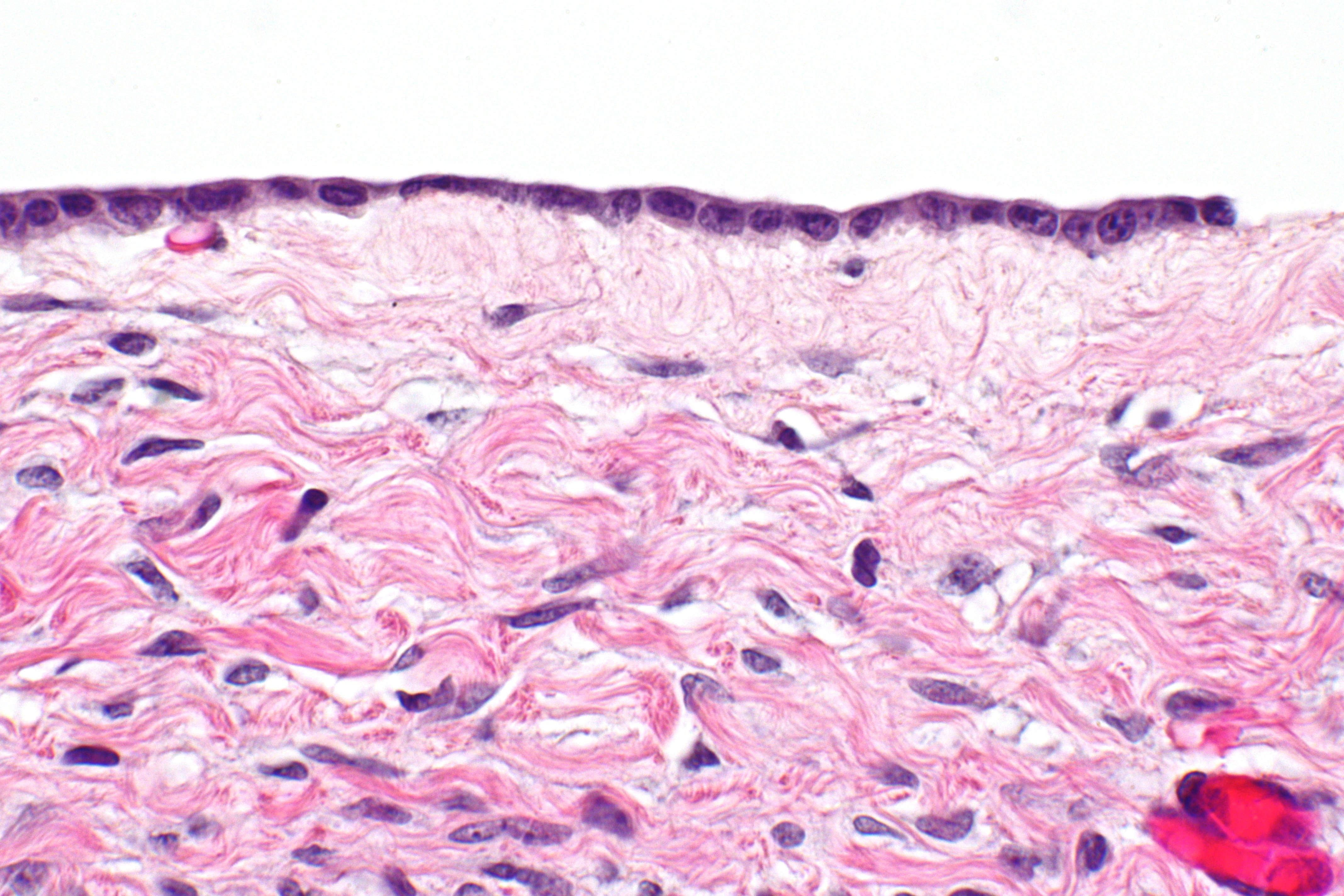
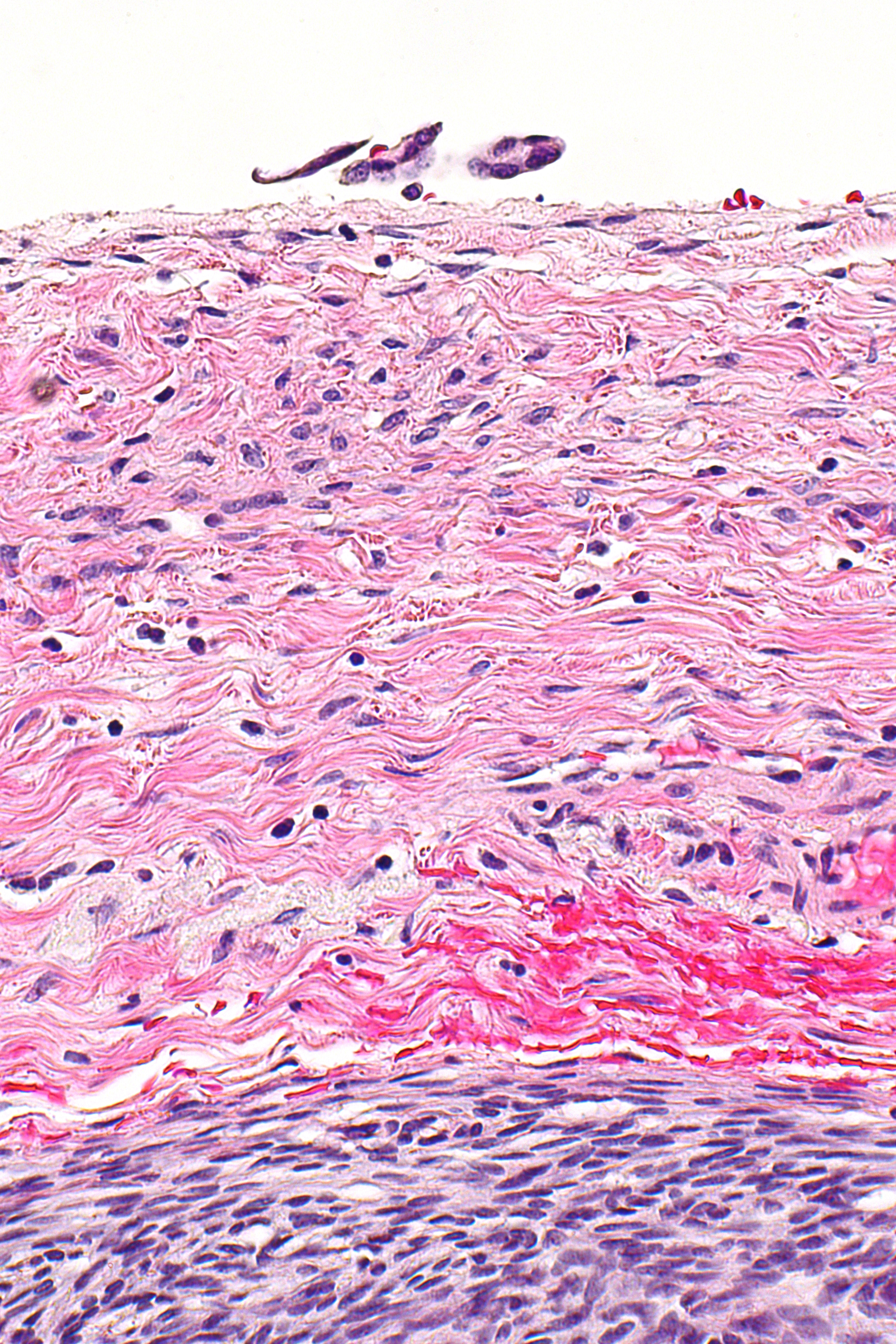